# Araneus fishoekensis
Araneus fishoekensis là một loài nhện trong họ Araneidae.
Loài này thuộc chi Araneus. Araneus fishoekensis được Embrik Strand miêu tả năm 1909.